# 昭和新山
昭和新山（しょうわしんざん）は、北海道有珠郡壮瞥町にある火山。または壮瞥町の地名。支笏洞爺国立公園内にあり、国の特別天然記念物に指定されている。また、有珠山とともに日本の地質百選に選定され、周辺地域がユネスコ世界ジオパークである洞爺湖有珠山ジオパークの一部となっている。
昭和19年（1944年）に始まった噴火活動で隆起した。当時は太平洋戦争下であったが、壮瞥郵便局長だった三松正夫が観測記録（ミマツダイヤグラム）を残した。昭和新山は私有地で、三松正夫の孫娘と結婚した三松正夫記念館館長の三松三朗が2022年時点の所有者である。尚、昭和新山の命名者は日本の地球物理学の先駆者である田中舘愛橘の養子、田中舘秀三である。

## 地質
有珠山の側火山。デイサイト質の粘性の高い溶岩により溶岩円頂丘が形成されている。形成当初の標高は400メートルを超えていたが、現在では、それが温度低下や侵食などの影響で、398mまで縮んでいる。
有珠山の麓にあった平地に火山が形成された。溶岩ドームが赤色に見えるのは、かつての土壌が溶岩の熱で焼かれて煉瓦のように固まったからである。そして、川に運ばれ平地の地下に埋まるなどしていた石が溶岩によって持ち上げられたため、昭和新山の中腹には河原にあるような丸い石が場違いに転がっているのも見ることができる。形成当初は全山が不毛の土地であったが、80年近い年月が流れた令和初期の現在では、溶岩ドーム以外の屋根山の大部分が広葉樹林で覆われている。
後述するように、昭和新山は私有地にあるため、登山などで自由に人が立ち入りすることができない。

## 生い立ち

### 噴火活動前
かつてこの地域は「東九万坪」という広大な畑作地帯で、壮瞥川の川沿いには「フカバ」という集落があった。集落名は鮭や鱒の孵化場があったことに由来している。辺りはのどかな田園地帯であったが、山の隆起とともに集落は消滅した。その痕跡は崩壊した国鉄胆振線の橋脚跡などに残っている。

### 昭和新山誕生までの噴火活動
- 1943年（昭和18年）

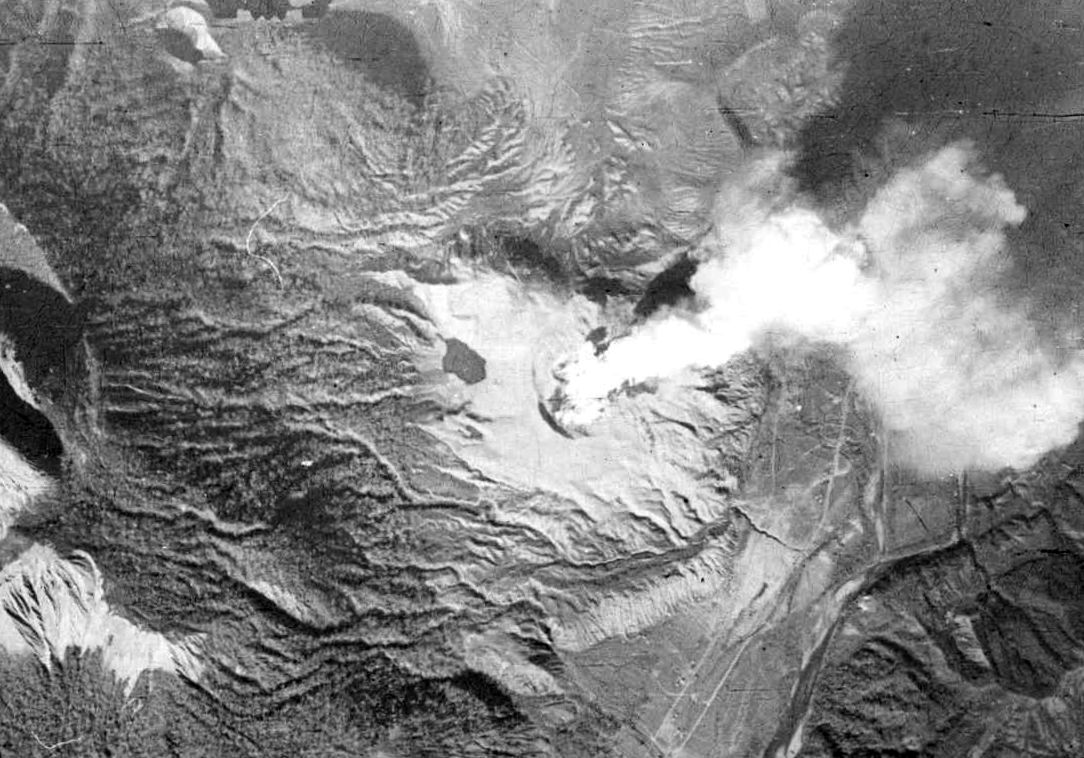
昭和新山の初期（1944年10月）

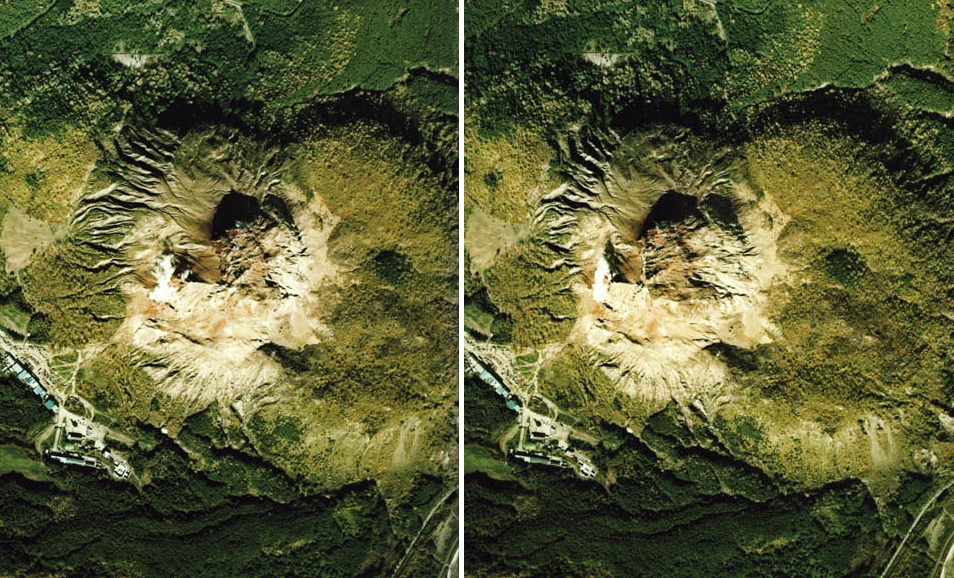
昭和新山のステレオ空中写真（1976年）

  - 12月28日 午後7時頃に壮瞥町周辺で最初の有感地震。以降、地震が頻発する。
- 1944年（昭和19年）
  - 1月4日 フカバ集落の湧水の温度が上昇し、20℃だったものが43℃に達する。
  - 1月5日 洞爺湖に巨大な渦巻きが発生。同日、レールの隆起により胆振線が不通となる。
  - 2月 - 5月 フカバ集落・柳原集落・東九万坪・西九万坪一帯で隆起活動が続く。中でも柳原集落は前年比で31mも隆起した。
  - 6月21日 壮瞥川が川底の隆起によって氾濫。
  - 6月23日 午前8時15分、東九万坪台地より第1次大噴火。第1火口形成。
  - 6月27日 午前6時、第2次大噴火。第2火口形成。　　　
  - 7月2日 午前0時頃に第3次大噴火。第3火口形成。苫小牧、千歳方面に降灰。
  - 7月3日 午前8時30分に第4次大噴火。室蘭、登別方面に降灰。
  - 7月11日 午前10時40分に第5次大噴火。噴煙が強風に倒され、洞爺湖畔を襲う。
  - 7月13日 午後6時10分に第6次大噴火。第4火口形成。
  - 7月15日 午後9時に第7次大噴火。
  - 7月24日 午前5時に第8次大噴火。
  - 7月25日 午前5時10分に第9次大噴火。
  - 7月29日 午後2時20分に第10次大噴火。登別、白老方面に降灰。亜硫酸ガス噴出で山林が荒廃。
  - 8月1日 午後11時55分に第11次大噴火。室蘭方面に降灰。
  - 8月4日 午後10時に第12次大噴火。　　　　
  - 8月20日 午前6時に中噴火。第5火口形成。
  - 8月26日 午後2時20分に第13次大噴火。壮瞥町滝之上地区で、睡眠中の幼児1名が火山灰により窒息死。
  - 9月8日 午後4時15分に第14次大噴火。フカバ集落で火山弾による火災。5戸が全半焼。
  - 9月16日 中爆発。第6火口形成。
  - 10月1日 午前0時30分に第15次大噴火。第7火口形成。
  - 10月16日 午後7時50分に第16次大噴火。
  - 10月30日 午後9時30分に第17次大噴火。これを最後に降灰を伴う噴火は収束。
  - 12月 溶岩ドームの推上が始まる。
- 1945年（昭和20年）
  - 1月10日 溶岩ドームの高さ、地表より10 - 20m。
  - 2月11日 溶岩ドームは高さ40 - 50mに成長。
  - 2月26日 溶岩ドーム主塔の脇に副塔が確認される。
  - 5月 主塔の高さ85mに達する。
  - 9月20日 全活動停止。溶岩ドーム主塔の高さ175m。

## 噴火観測と保護

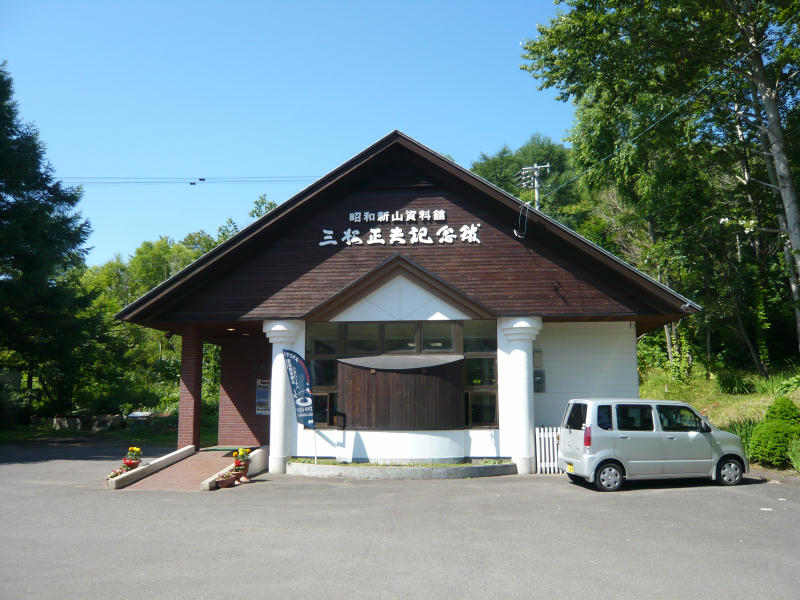
三松正夫記念館

有珠山とともに気象庁による常時観測火山に指定されている。山への立ち入りは禁止されており、特別な許可がなければ入山することができない。
昭和新山は1943年（昭和18年）12月から1945年（昭和20年）9月までの2年間に17回の活発な火山活動を見せた溶岩ドームである。当時は第二次世界大戦の最中であり、世間の動揺を抑えるために噴火の事実は伏せられ、公的な観測を行うことができなかった。そのような状況下で、地元の郵便局長であった三松正夫は、新山が成長していく詳細な観察記録を作成し、後に「ミマツダイヤグラム」と命名され貴重な資料として評価された。火山の形成過程を人類が詳細に記録した唯一の例である。
また、三松はこの世界的に貴重な火山の保護と家や農場を失った住民の生活の支援のために、山になってしまった土地を買い取った。そのため昭和新山は三松家の私有地であり、ニュージーランドのホワイト島等と同じく世界でも珍しい私有地にある火山となっている。1951年（昭和26年）国の天然記念物に指定され、1957年（昭和32年）には特別天然記念物に指定された。道立の昭和新山資料館が設けられ、1954年（昭和29年）8月9日には昭和天皇、香淳皇后の行幸啓があった。
山麓には1988年（昭和63年）4月開館の三松正夫記念館があり、三松による観測記録の資料が展示されている。館長の三松（旧姓：飯田）三朗は大学在学中、正夫の研究活動に感銘を受けて面会を求め、後にその孫娘と結婚した。記念館は2021年の日本火山学会普及啓発賞を受賞した。

## 昭和新山（地名）
昭和新山（しょうわしんざん）は、有珠郡壮瞥町の地名。郵便番号は〒052-0102。
近隣の地名には以下が存在する。
- 滝之町

- 壮瞥温泉
- 東湖畔
- 立香
- 久保内

### 交通
鉄道の最寄駅は北海道旅客鉄道（JR北海道）の長和駅、高速道路は
道央自動車道虻田洞爺湖IC・伊達ICがともに車で15分。

### 道路
- 一般国道
  - 国道453号
- 都道府県道
  - 北海道道703号洞爺湖公園線

### 周辺の施設・スポット

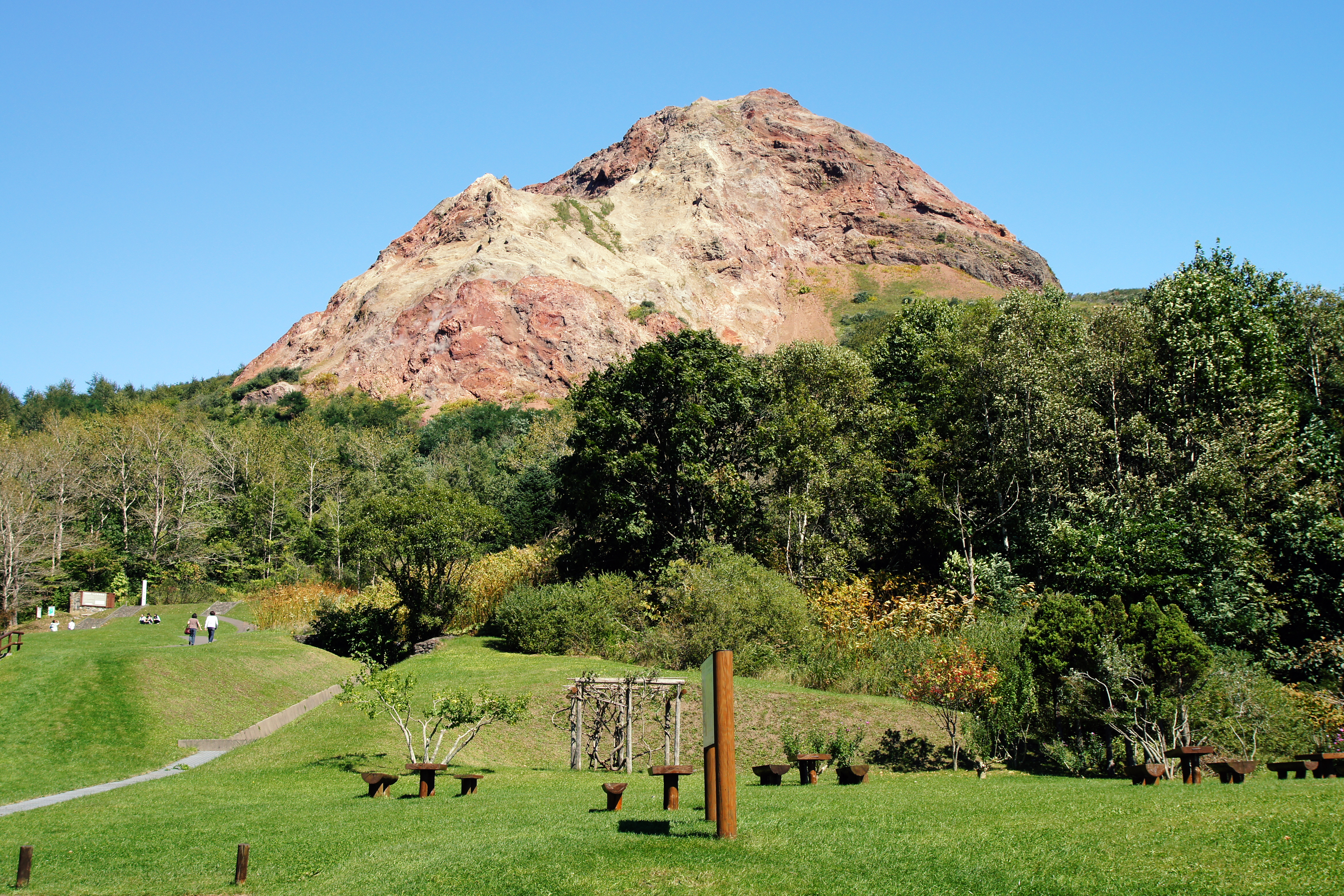
昭和新山
- 有珠山
- 洞爺湖
- 洞爺湖温泉
- 壮瞥温泉
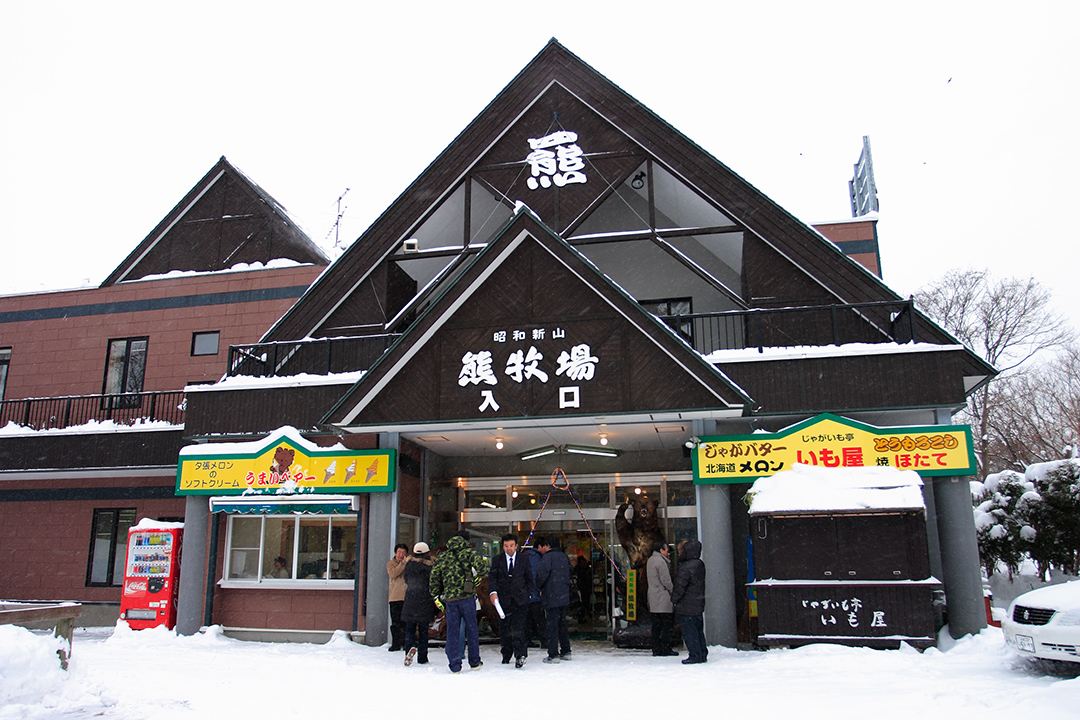
昭和新山ユースホステル
- アイヌ記念館
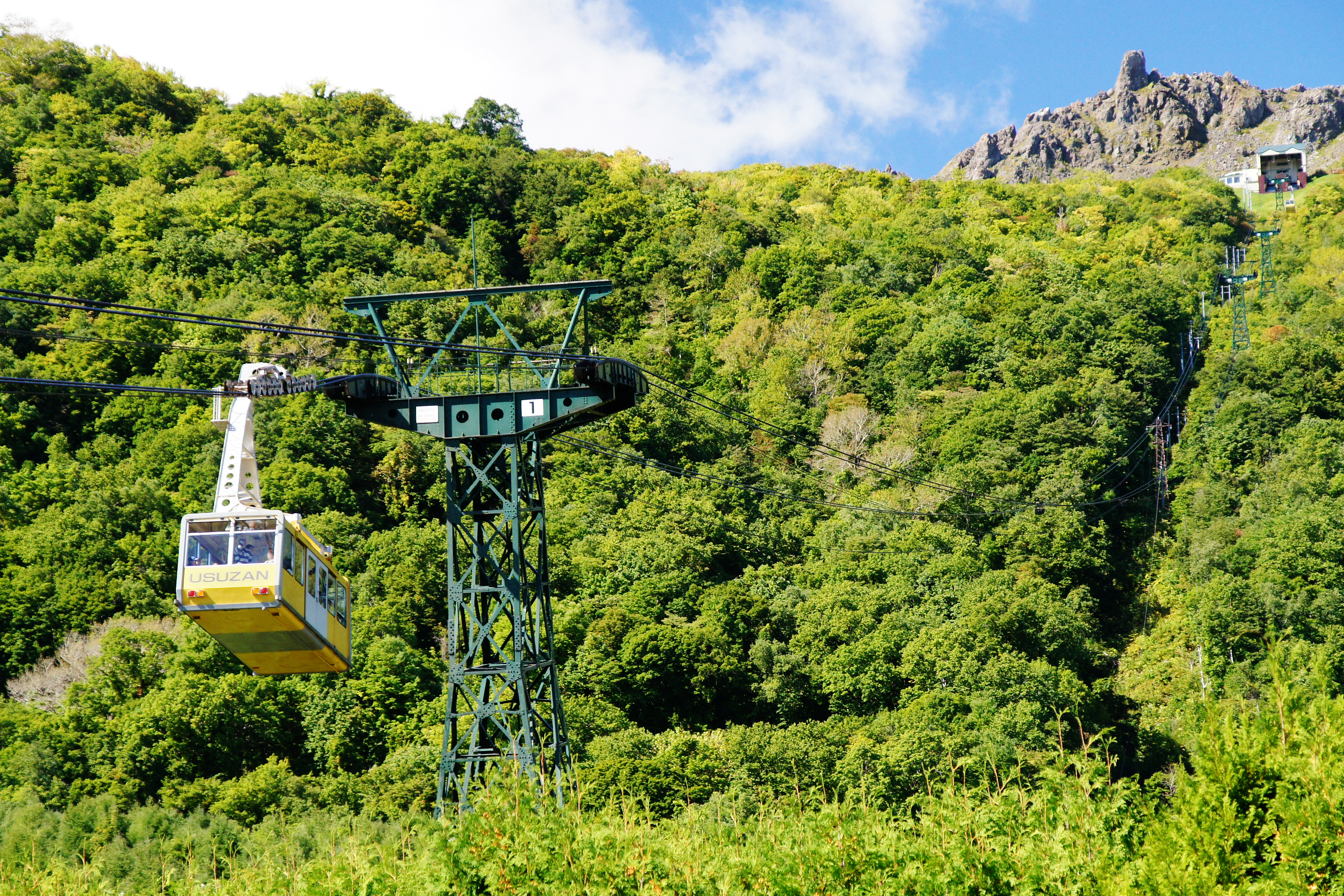
有珠山ロープウェイ
- 横綱「北の湖」記念館
- 昭和新山熊牧場
- 昭和新山溶岩ドーム
- 壮瞥公園展望台
- 三松正夫記念館
- 昭和新山パークサービスセンター
- 有珠山火口原展望台
- 有珠南外輪遊歩道
- 昭和新山ガラス館（閉業）  - 昭和新山
  - 昭和新山熊牧場
  - 有珠山ロープウェイ

## 備考
麓には観光施設が集積しており、有珠山へのロープウェイが運行している。1989年（平成元年）から麓で開催されている雪合戦「昭和新山国際雪合戦」は北海道遺産の一つに選定されている。

## 参考画像

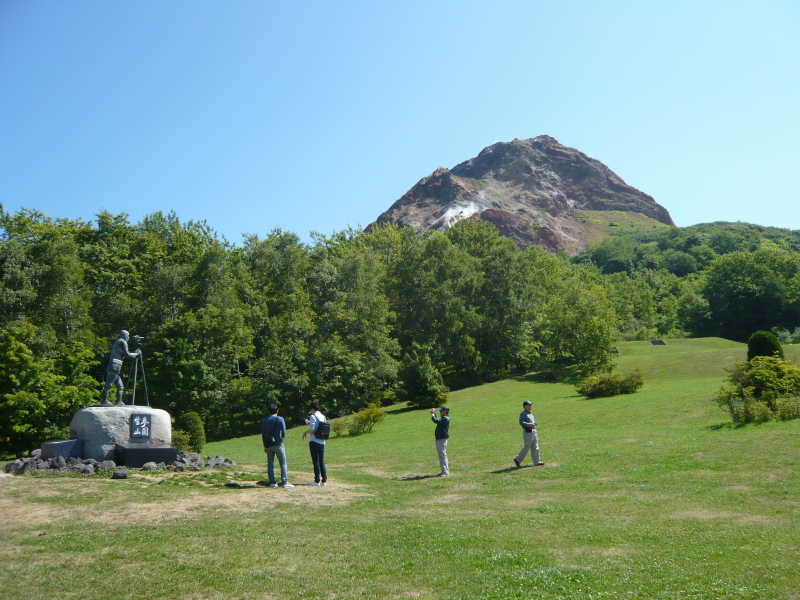
昭和新山と三松正夫像。三松が愛した昭和新山に観測器具を構えるようにして像が建立されている。
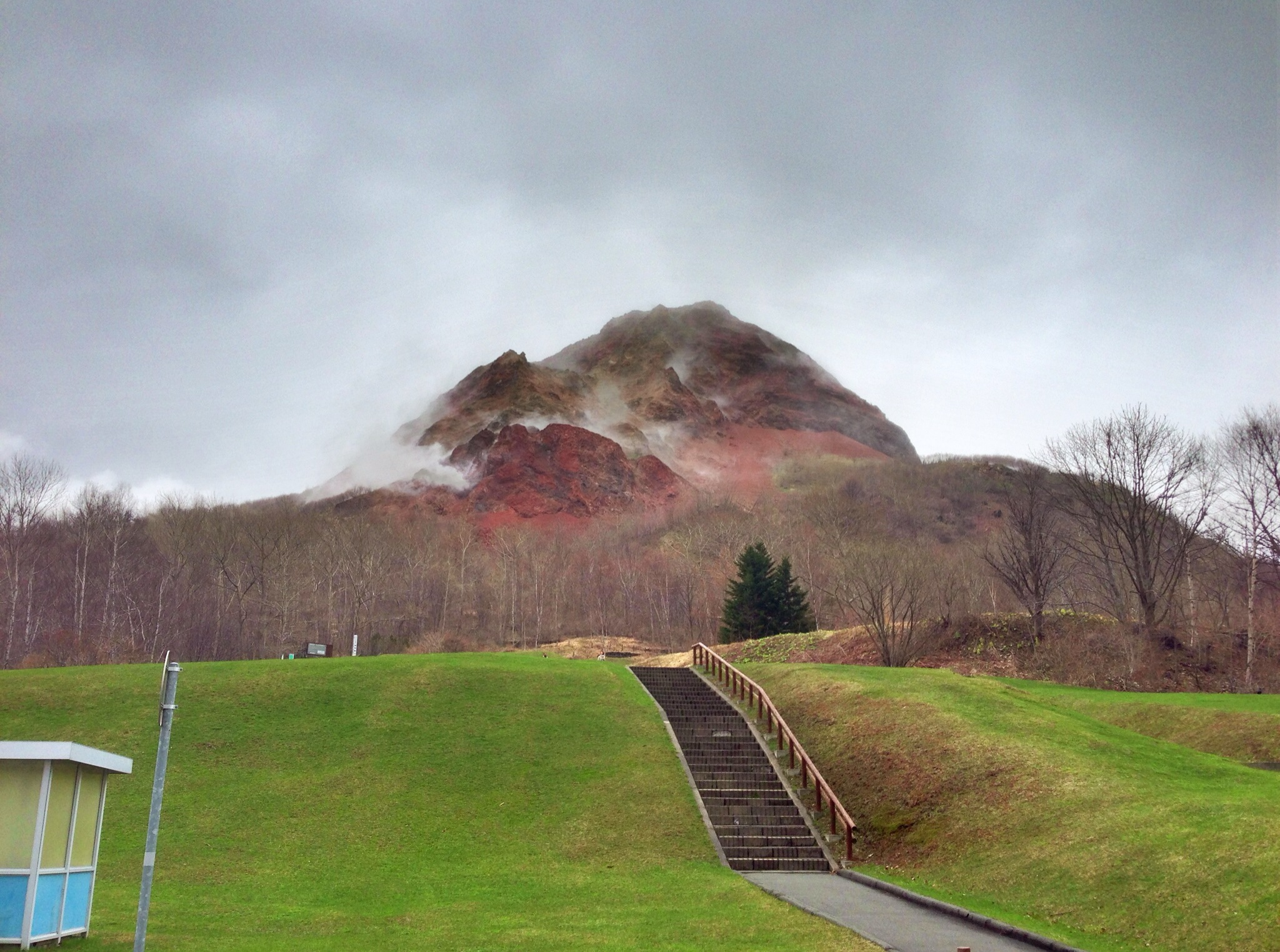
雨天時は過熱した溶岩から湯気が立ち上る
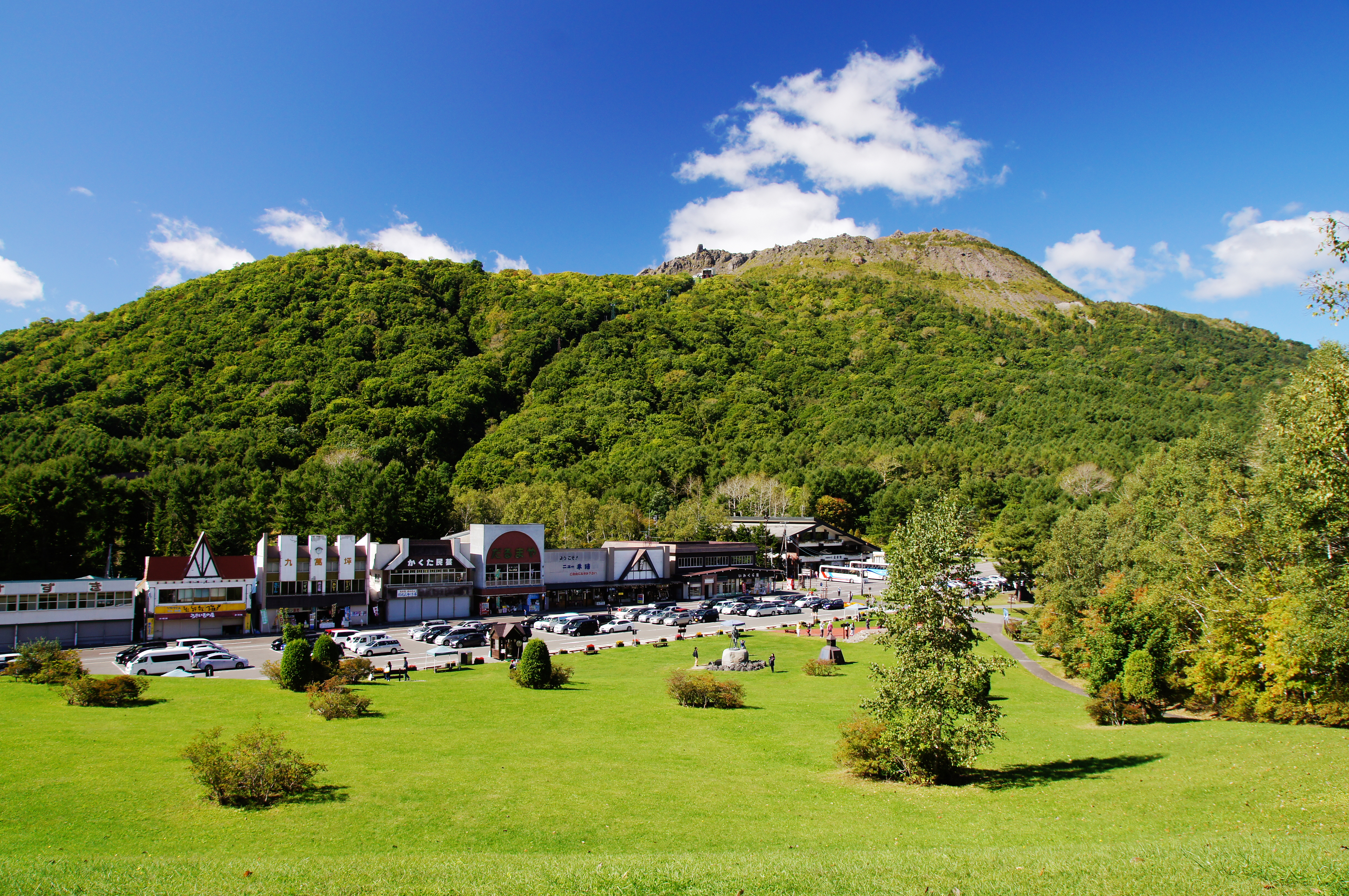
観光施設と有珠山
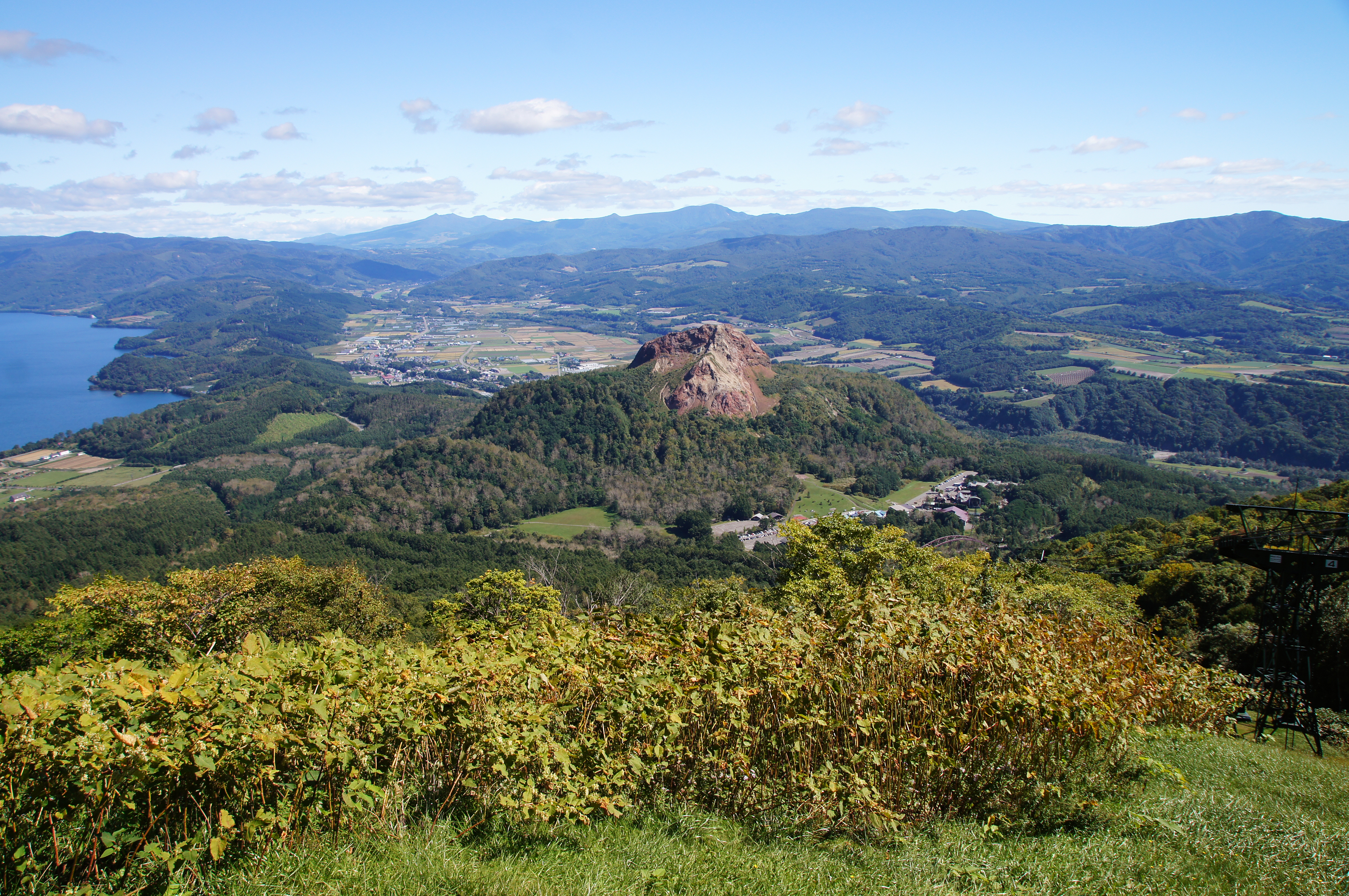
有珠山から見下ろす洞爺湖(左)と昭和新山(中央)。遷移に伴い、溶岩ドーム以外の部分は再生した広葉樹林に覆われている。
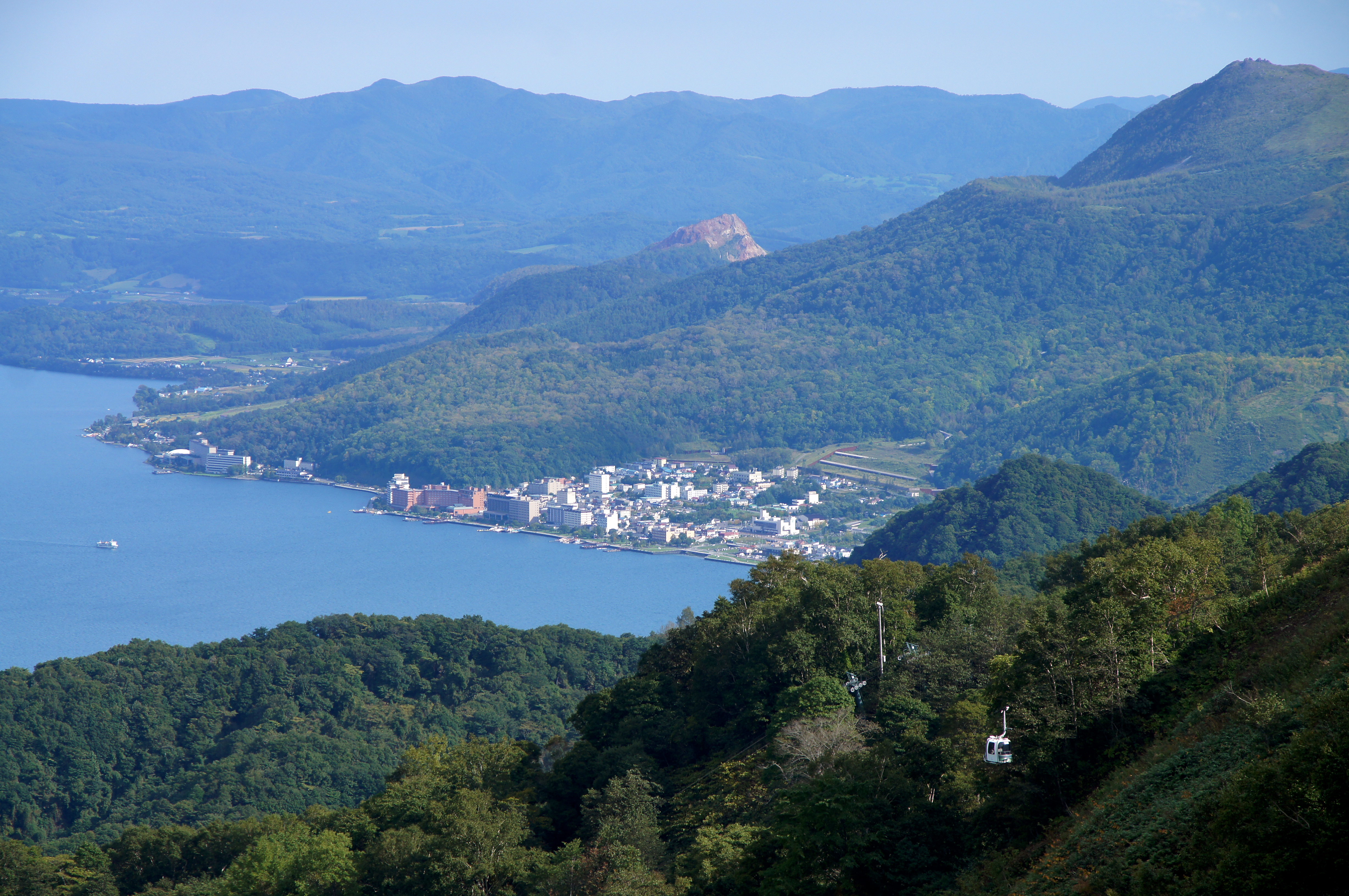
昭和新山と洞爺湖温泉街（左は洞爺湖、右は有珠山）

## アクセス
道央自動車道伊達IC・虻田洞爺湖ICからともに車で約15分。国道453号・北海道道2号洞爺湖登別線から北海道道703号洞爺湖公園線を利用する。